# Site gallo-romain de Montbouy
Le site gallo-romain de Montbouy est un site archéologique français situé à Montbouy dans le département du Loiret et la région Centre-Val de Loire.

## Histoire

### Epoque gauloise
Selon Eugène Boutet de Monvel qui écrivait en 1863, les vestiges celtiques importants ont pu laisser supposer que Montbouy a été l'une des villes principales de la tribu des Boïens jusqu'à 1 500 ans B.C., époque à laquelle ils auraient, sous la pression des Belges au nord et des Vascons au sud, quitté avec quelques Lingons et Sénons leur territoire du Gâtinais montargois entre le Loing et la Rimarde pour aller fonder Bologne en Italie du Nord.
Après leur départ leur territoire aurait été occupé par les Sénons et les Carnutes.
A l'époque gallo-romaine le site est effectivement aux confins des civitates Carnutes et Sénones. Il se trouve plus précisément sous le contrôle de ces derniers, dont il est l'un des vicus et l'un des centres cultuels.

### Antiquité: amphithéâtre et site thermal cultuel

#### Amphithéâtre

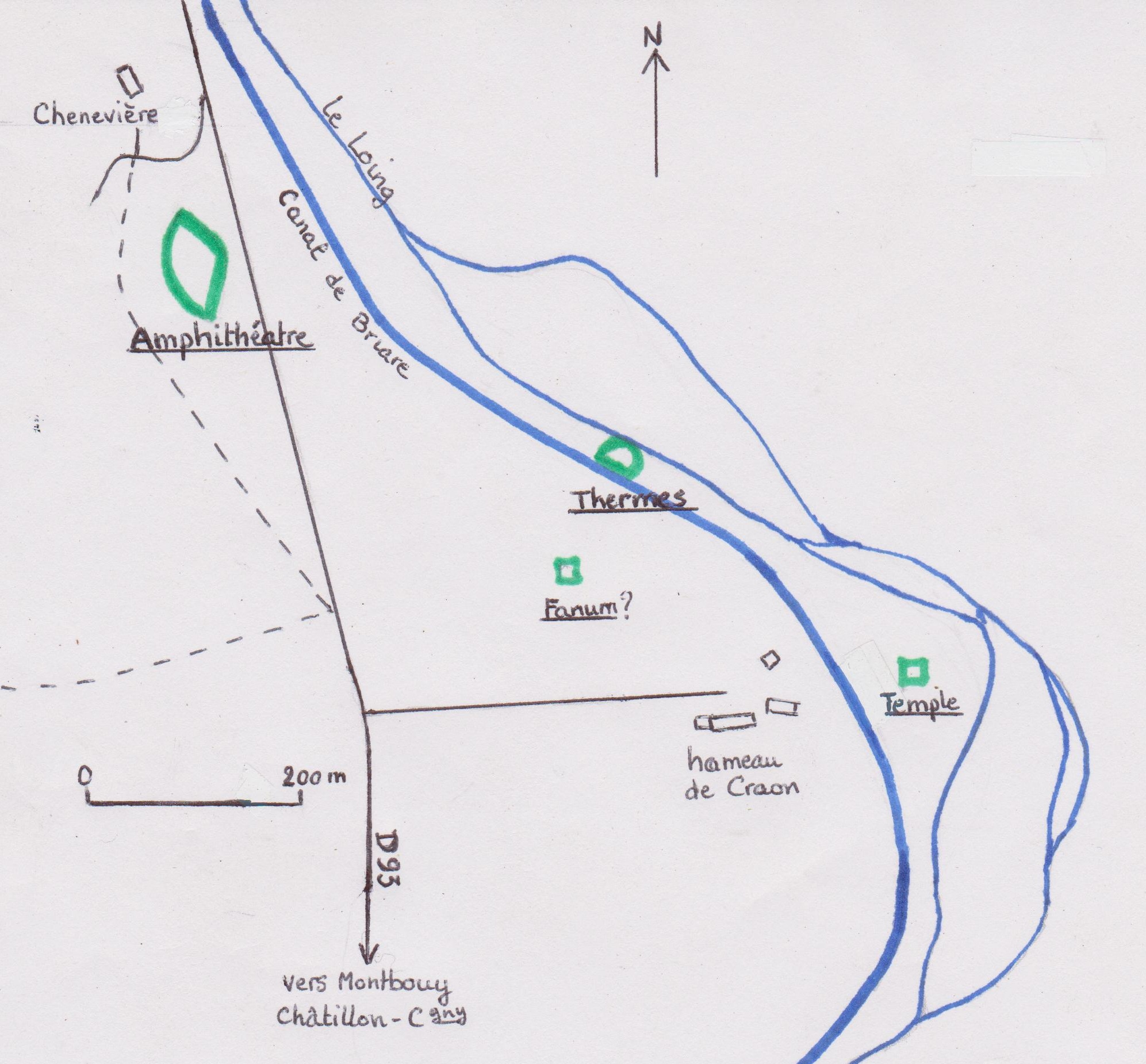
Plan du site thermal et amphithéâtre de Montbouy

À environ 1 km au nord de Montbouy sur la rive gauche du Loing et en partie traversé par le canal de Briare, l'ensemble thermal de Craon avec l'amphithéâtre de Chenevière s'est développé au cours des deux premiers siècles de notre ère et forme l'un de ces sites cultuels et culturels ruraux typiquement gallo-romains liés à la notion de civitas. Il est situé sur l'ancien territoire des Sénons, à la jonction de ce dernier avec celui des Carnutes. Dans ces deux civitates, l'ensemble de Montbouy fait partie des six lieux similaires connus depuis longtemps. Son amphithéâtre est entré dans la chanson de geste avec le poème de Garin le Lorrain, est également cité au XVIIe siècle et au XVIIIe siècle.
J.-B. Lollois l'étudie de façon approfondie en 1836 avant que le sanctuaire et d'autres bâtiments soient remis au jour dans le même siècle. Au milieu du XXe siècle le sanctuaire fait de nouveau l'objet de recherches interrompues.
Typiquement gallo-romain, l'amphithéâtre de Montbouy montre l'hybridation du théâtre et de l'amphithéâtre romain dont les plus nombreux exemplaires se trouvent dans les agglomérations secondaires et les sanctuaires ruraux de Gaule lyonnaise. Il a la cavea d'un théâtre bien qu'elle ne soit pas tout à fait semi-circulaire, et l'arène d'un amphithéâtre ; l'amphithéâtre de Gennes est celui dont son plan se rapproche le plus parmi tous les théâtres gallo-romains connus.
Adossé au flanc ouest du coteau longeant le cours du Loing, l'amphithéâtre - qui fait donc grosso modo face à l'est - se trouve à 750 m du sanctuaire. Le Nord indiqué sur le plan du théâtre de A. De Caumont, et repris par A. Grenier est faux. L'axe de la cavea pas tout à fait semi-circulaire (angle de 135° formé par les aditus) est orienté à 73°.[réf. nécessaire]
L'amphithéâtre est finalement classé au titre des monuments historiques par la liste de 1862.

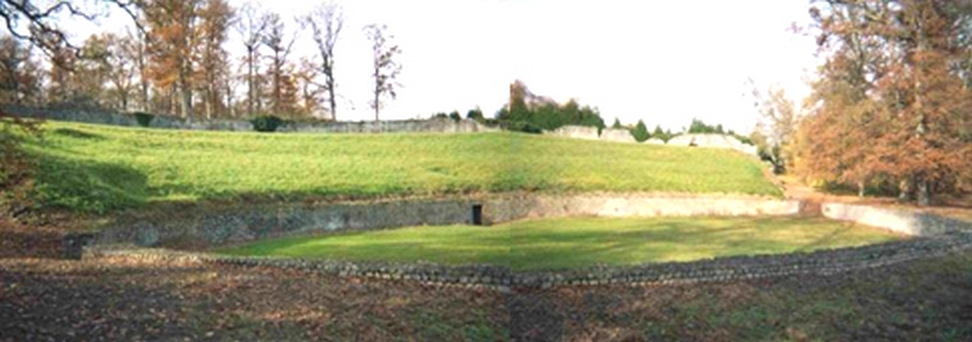
Vue panoramique de l'amphithéâtre.

#### Site cultuel
Le sanctuaire de source forme un quadrilatère entouré d'une galerie de circulation. Sur le côté sud, cette galerie est interrompue par le bassin circulaire qui abrite la source et qui est lui-même entouré d'une galerie octogonale. Ce bassin remplace la cella classique des temples étrusques et romains. Adjacent à l'angle sud-ouest de la galerie octogonale autour du bassin et juste au-delà du péribole, se trouve un bassin rectangulaire dans lequel on a trouvé des ex-votos en bois. On y a aussi trouvé des statues grossièrement équarries dans un tronc d'arbre.

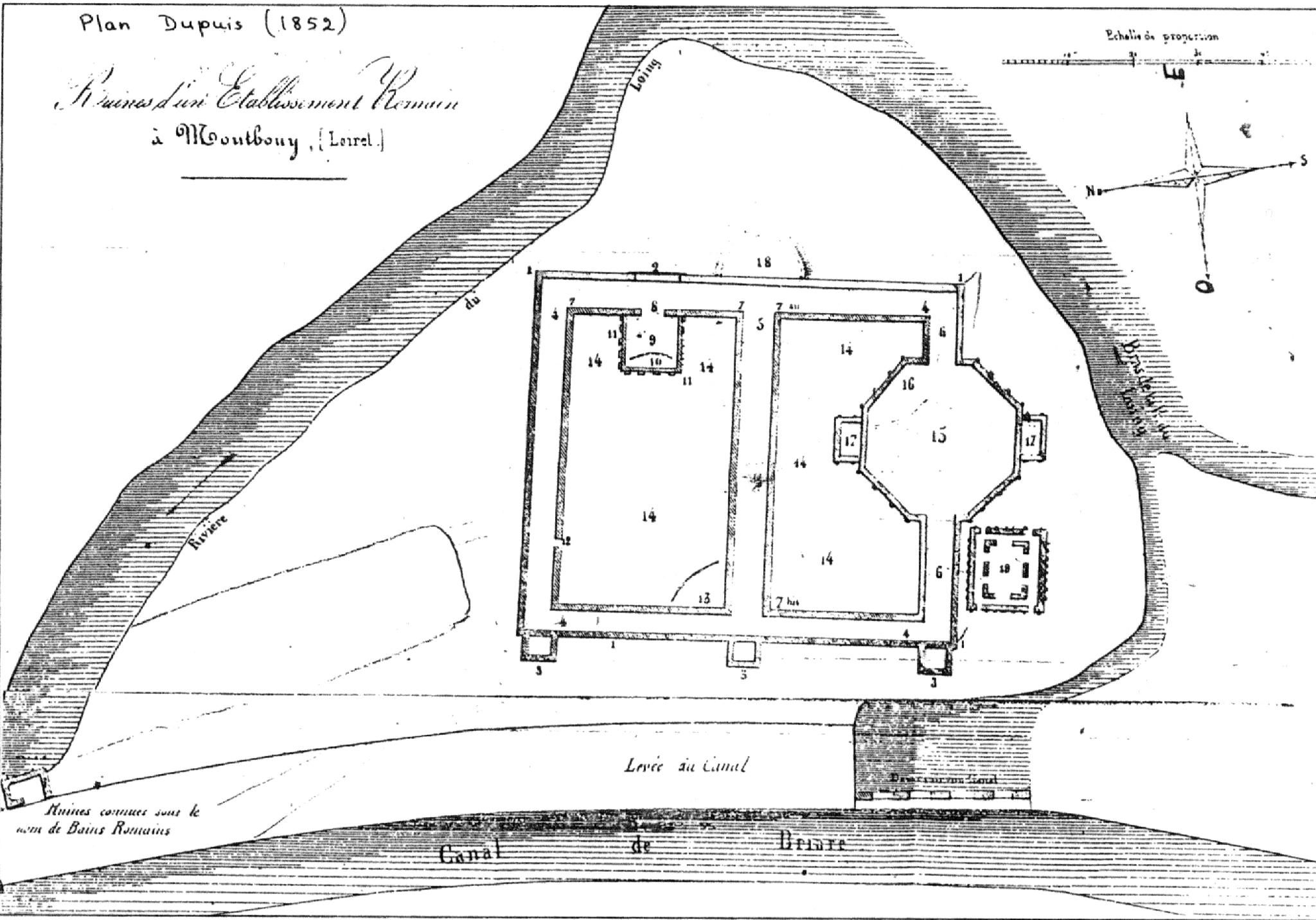
plan du temple au site thermal de Craon, Montbouy

Pratiquement à mi-distance en ligne droite entre l'amphithéâtre et le sanctuaire, se trouvaient de grands thermes. Les vestiges ont été en grande partie détruits lors du creusement du canal, et il est difficile de distinguer s'il s'agissait de deux structures séparées ou d'une seule de grandes dimensions. Cependant on en voit toujours des traces en vis-à-vis de la borne 19 du canal : lorsque le niveau d'eau du canal est bas, apparait une mosaïque dans le milieu de la pente de la berge à environ 1 m au-dessous du niveau d'eau à plein. Le fond en est blanc ou rose (en castine, fréquemment trouvée localement au-dessus de la couche de marne), divisé par des encadrements noirs (en ampélite), et présentant l'originalité de ne pas être carrés (habituellement environ 1 cm sur 1 cm) mais rectangulaires (1 cm sur 2,5 cm). Ile reposent sur 3 cm du même ciment rose qui les lie, le tout reposant sur 10 cm de béton. La taille en est soignée.
Un fanum, ou petit temple, est à peu de distance au sud-ouest des thermes.
Au nord-ouest du fanum on trouve un puits à 120 m de là ; à l'ouest sur moins de 200 m il y a trois caves, et une quatrième à environ 280 m au sud.
Enfin, des fouilles ont mis au jour en 1859 des tronçons d'aqueduc romain encore revêtu des pierres plates qui le couvraient : une partie à Montbouy même, derrière le chevet de l'église près du Loing ; et une autre près de la rivière entre Montbouy et le site, au champ des médailles ainsi appelé localement de nos jours encore par les anciens parce que de grandes quantités de pièces de monnaie antiques y ont de longue date été déterrées.
Jusqu'à présent neuf trésors ont été trouvés sur le site, renforçant l'image d'un lieu de passage important. Après la fin de l'ère gallo-romaine, l'amphithéâtre ne tombe pas dans l'oubli puisqu'il continue d'être connu comme le « Cirque des Sarrasins ». Mais pas plus qu'auparavant, le site n'attire d'habitations sur le site même. Les crues importantes du Loing en hiver et au printemps tendent à décourager les installations de vie quotidienne, surtout à cet endroit où le ru Simon vient se jeter juste au début de la boucle enserrant le sanctuaire de source. Par contre, à côté de l'aqueduc et sur le coteau allant du bourg au canal, se voyaient encore en 1850 une pléthore de fondations, pans de murs et monceaux de pierres, « le sol tout entier d'une ville détruite », le tout joint par de la maçonnerie romaine.
Et c'est à 1,5 km en amont du site que l'on voit s'installer des habitations médiévales, à l'endroit où l'on trouvera des sarcophages mérovingiens qui les y auront précédés.